# NGC 4355
NGC 4355 (другие обозначения — NGC 4418, IRAS12243-0036, UGC 7545, ZWG 14.39, MCG 0-32-12, KCPG 337A, PGC 40762) — спиральная галактика (Sa) в созвездии Девы.
Относится к ярким инфракрасным галактикам и к пекулярным, удалена на 34 мегапарсека от Млечного Пути. В галактику аккрецирует вещество из межгалактического пространства с темпом до 12 M⊙. Имеет одиночное яркое ядро, сильно погружённое в газ и пыль. В её спектре наблюдаются линии поглощения разных молекул, состояния которых соответствуют температурам более 600 K, температура пыли в ядре составляет 150 K. В оптическом диапазоне не наблюдается искажений формы, однако в ней имеется «мост» из нейтрального водорода, который может указывать на прошедшее взаимодействие с карликовым спутником, удалённым на 30 килопарсек от галактики.
Этот объект занесён в Новый общий каталог дважды, с обозначениями NGC 4355 и NGC 4418.
Этот объект входит в число перечисленных в оригинальной редакции «Нового общего каталога».